# Calamotropha obliterans
Calamotropha obliterans là một loài bướm đêm trong họ Crambidae.